# Lista över ledamöter av Sveriges riksdags första kammare 1949
Ledamöter av Sveriges riksdags första kammare 1949.

## Stockholms stad
- Knut Ewerlöf, direktör, h
- Harald Nordenson, direktör, h
- Karl Wistrand, direktör, h
- Ebon Andersson, bibliotekarie, h
- John Bergvall, f.d. borgarråd, fp
- Erik Englund, f.d. aktuarie, fp
- Axel Strand, f.d. ordf. i LO, s
- Georg Branting, advokat, s
- Valter Åman, direktör, s
- Ture Nerman, författare, s
- Ulla Lindström, fru, s
- Ewald Johannesson, direktör, s
- Bertil Mogård, prost, s
- Gunnar Öhman, sekreterare, k

## Stockholms län
- Nils Herlitz, professor, h
- Ragnar Lundquist, byråchef, h
- Gunnar Lodenius, hemmansägare, bf
- Ingrid Osvald, fröken, fp
- Gustav Möller, f.d. partisekreterare, s
- Laur Franzon, köpman, s
- Primus Wahlmark, f.d. typograf, s
- Albert Forslund, f.d. förbundsordförande, s
- Fritjof Thun, poststationsföreståndare, s
- Einar Eriksson, ombudsman, s

## Sörmlands och Västmanlands län
- Erik von Heland, godsägare, bf
- Hugo Osvald, professor, fp
- Folke Petrén, fp
- David Norman, folkskollärare, s
- Gustav Fahlander, folkskoleinspektör, s
- Iwar Andersson, f.d. kontorist, s
- Sven Andersson, f.d. partisekreterare, s
- Gustaf Widner, f.d. verkstadsarbetare, s
- Gustaf Andersson, direktör sjukkassa, s, f. 1895

## Östergötlands län
- Carl Eskilsson, lantbrukare, h
- Ivar Nilzon, lantbrukare, bf
- Johan Sunne, folkskollärare, fp
- Gottfrid Karlsson, lokomotivförare, s
- Bengt Elmgren, överlärare, s
- Albert Hermansson, hemmansägare, s
- Karl Falk, lantbrukare, s

## Jönköpings län
- Olof Löthner, lagman, h
- Gustav Andersson, hemmansägare, bf, f. 1890
- Hjalmar Weiland, fp
- Ivan Pauli, lektor, s
- Gustaf Heüman, inkasserare, s
- John Sandberg, överlärare, s

## Kronobergs och Hallands län
- Johan Bernhard Johansson, lantbrukare, h
- Ivar Ekströmer, bruksägare, h
- Gärda Svensson, fru, bf
- Bernhard Ekström, lantbrukare, bf
- Sven Larsson, f.d. föreståndare, s
- Axel Gjöres, generaldirektör, s
- Gustaf Rosander, direktör, s

## Kalmar och Gotlands län
- Axel Mannerskantz, godsägare, h
- Carl Sundberg, bruksdisponent, h
- Petrus Gränebo, lantbrukare, bf
- Arthur Heiding, lantbrukare, bf
- Lars Lindén, s
- John W. Jonsson, s
- Georg Pettersson, partiombudsman, s

## Blekinge och Kristianstads län
- Johan Nilsson, f.d. landshövding, h
- Gustaf Elofsson, lantbrukare, bf
- Karl Persson, småbrukare, bf
- Emil Petersson, direktör, fp
- Hardy Göransson, direktör, fp
- Ernst Wigforss, f.d. lektor, s
- Elof Hällgren, möbelsnickare, s
- Nils Elowsson, redaktör, s
- Ragnar Rosenberg, smidesmästare, s

## Malmöhus län
- Ernst Wehtje, h
- Hjalmar Nilsson, rektor, h
- Alfred Nilsson, lantbrukare, fp
- Ivar Persson, agronom, bf
- Edwin Berling, målarmästare, s
- Alfred Andersson, f.d. lantbrukare, s
- Rudolf Anderberg, stationsmästare, s
- Axel Leander, linjearbetare, s
- Emil Ahlkvist, cementgjutare, s
- Axel Uhlén, redaktör, s
- Anton Sjö, kassör & ordförande, s
- Edwin Welander, snickare, s

## Göteborg
- Eric Ericsson, direktör, h
- Sven Ohlon, rektor, fp
- Rickard Lindström, journalist, s
- Edgar Sjödahl, lektor, s
- Henry Johansson, direktör, s
- Anna Sjöström-Bengtsson, fru, s
- Anton Norling, metallarbetare, k

## Bohuslän
- Erik Arrhén, lektor, h
- John Gustavsson, lantbrukare, bf
- Karl Andersson i Rixö, stenhuggare, s
- Gustaf Karlsson, redaktör, s
- Oscar Mattsson, poststationsföreståndare, s

## Älvsborgs län
- Georg Andrén, professor, h
- Bror Nilsson, egnahemsdirektör, bf
- Otto Niklasson, lantbrukare, bf
- John Björk, trädgårdsodlare, fp
- Edvard Björnsson, f.d. lektor, s
- K.J. Olsson, landshövding i Örebro län, s
- Knut Hesselbom, elverkschef, s
- Gunnar Sträng, f.d. förbundsordförande, s

## Skaraborgs län
- Fritiof Domö, f.d. landshövding, h
- Torsten Isaksson, lantbrukare, h
- Gustav Hallagård, lantbrukare, bf
- Sten Wahlund, professor, bf
- Birger Andersson, redaktör, s
- Justus Lindgren, småbrukare, s

## Värmlands län
- Gustav Björkman, förvaltare, h
- Åke Holmbäck, professor, fp
- Östen Undén, universitetskansler, s
- Karl Schlyter, s
- Albert Ramberg, f.d. glasblåsare, s
- Hulda Flood, s

## Örebro län
- Gustaf Sundelin, fp
- Harald Åkerberg, s
- Fritjof Ekman, s
- Robert Krügel, landsfiskal, s
- Eric Ericson, s, f. 1888

## Kopparbergs län
- Jones Erik Andersson, bonde, bf
- Erik Lindblom, direktör, fp
- Sven Boman, järnbruksarbetare, s
- Anders Sundvik, kassör, s
- Einar Persson, skogsarbetare, s
- Karl Damström, järnbruksarbetare, s

## Gävleborgs län
- Bernhard Näsgård, lantbrukare, bf
- Elon Andersson, redaktör, fp
- Rickard Sandler, landshövding, s
- Carl Eriksson, s
- Jon Jonsson i Fjäle, hemmansägare, s
- Hemming Sten, redaktör, s

## Västernorrlands och Jämtlands län
- Gustaf Velander, f.d. rådman, h
- Leonard Tjällgren, lantbrukare, bf
- Olof Pålsson, hemmansägare, bf
- Axel Andersson, redaktör, fp
- Emil Näsström, s
- Anselm Gillström, redaktör, s
- Nils A. Larsson, s
- Sven Edin, hemmansägare, s
- Hjalmar Nilsson, förman, s
- Per Olofsson, fjärdingsman, s

## Västerbottens och Norrbottens län
- Ragnar Bergh, folkskoleinspektör, h
- Per Lundgren, fältläkare, h
- Lars Andersson, hemmansägare, bf
- Per Näslund, hemmansägare, fp
- Ernst Hage, f.d. distriktskamrer, s
- K.A. Johanson, f.d. lokomotivförare, s
- Jakob Grym, kronojägare, s
- Lage Svedberg, s
- Hugo Sundberg, hemmansägare, s
- Sven Linderot, redaktör, k